# Comuna Boblî, Turiisk
Boblî (în ucraineană Бобли) este o comună în raionul Turiisk, regiunea Volînia, Ucraina, formată din satele Boblî (reședința), Osa și Revușkî.

## Demografie
Componența lingvistică a satului Boblî
     Ucraineană (99,57%)
     Alte limbi (0,44%)
Conform recensământului din 2001, majoritatea populației satului Boblî era vorbitoare de ucraineană (99,57%), existând în minoritate și vorbitori de alte limbi.